# Giovanni Virginio
Giovanni Virginio (Sevegliano, 5 settembre 1930) è un ex calciatore italiano, di ruolo attaccante.

## Carriera
Nella stagione 1951-1952 disputa il campionato di Serie A con la formazione friulana, disputando un solo incontro il 7 ottobre 1951, nel quale segnò una rete al 3' del secondo tempo: Udinese - Legnano 2-1.